# Comune di Brøndby
Il comune di Brøndby è un comune danese situato nella regione di Hovedstaden, con sede amministrativa nel quartiere di Brøndbyvester.

## Geografia fisica
situato circa 11 km a sudovest del centro di Copenaghen ai trova sulla costa orientale dell'isola di Selandia (Sjælland) nella Danimarca orientale. 
Il comune si estende su una superficie di 28,05 km² ed è costituito dai quartieri di Brøndby Strand, Brøndbyøster e Brøndbyvester.

## Infrastrutture e trasporti

### Strade
- Motorring 3 - facente parte di due strade europee: E47/E55
- Strada nazionale danese 21
- Køge Bugt Motorvejen - facente parte di due strade europee: E20/ E47/ E55

### Ferrovie
Il comune è attraversato dalla ferrovia Copenaghen-Roskilde, che gestisce sia il suburbano S-tog e i treni a lunga percorrenza e la ferrovia Copenaghen-Køge per il suburbano S-tog. Le stazioni presenti sono Stazione di Brøndbyøster e la Stazione di Brøndby Strand.

## Sport

### Calcio
Il Brøndbyernes Idrætsforening è la squadra di calcio più vincente in Danimarca, con dieci titoli nazionali conquistati in vent'anni, tra il 1985 e il 2005. Nel 1991 giunse alle semifinali della Coppa UEFA, dove venne eliminata dalla Roma.

### Pallavolo
Nella pallavolo femminile il territorio è rappresentato dal Brøndby Volleyball Klub, che milita in prima serie danese.